# Tata Steel-toernooi 2019
Het Tata Steel-toernooi 2019 vond plaats van 11 t/m 27 januari 2019 in het Nederlandse Wijk aan Zee. Het schaaktoernooi wordt jaarlijks georganiseerd en is vernoemd naar de staalproducent Tata Steel, omdat dat de hoofdsponsor van het toernooi is. Op woensdag 16 januari speelde de mastergroep in Theater De Vest in Alkmaar en op woensdag 23 januari speelde de mastergroep in de Pieterskerk in Leiden. Het toernooi werd gewonnen door Magnus Carlsen, die 9 punten uit 13 partijen haalde.

## Eindstand masters

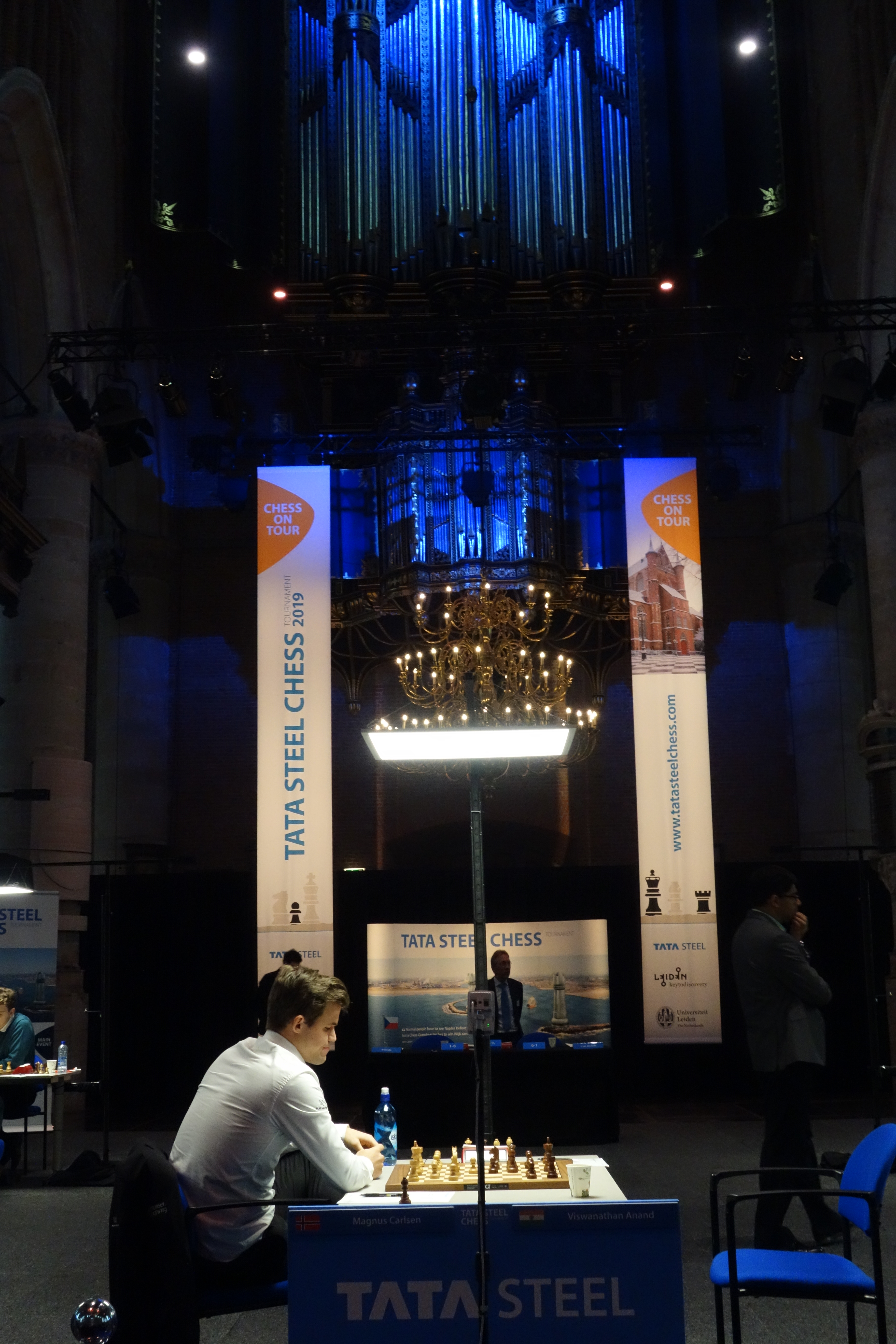
Carlsen in Leiden (Tata Steel 2019)

| Nr.    | Speler                 | Rating | Punten | SB  | 1 | 2 | 3 | 4 | 5 | 6 | 7 | 8 | 9 | 10 | 11 | 12 | 13 | 14 |
| ------ | ---------------------- | ------ | ------ | --- | - | - | - | - | - | - | - | - | - | -- | -- | -- | -- | -- |
| Goud   | Magnus Carlsen         | 2835   | 9      | 55½ | * | ½ | ½ | ½ | 1 | ½ | ½ | ½ | 1 | 1  | ½  | 1  | 1  | ½  |
| Zilver | Anish Giri             | 2783   | 8/½    | 51½ | ½ | * | 0 | ½ | ½ | ½ | ½ | 1 | 1 | 1  | 1  | ½  | ½  | 1  |
| Brons  | Ian Nepomniachtchi     | 2763   | 7½     | 48¾ | ½ | 1 | * | ½ | ½ | 1 | ½ | 0 | ½ | ½  | 1  | ½  | 0  | 1  |
| Brons  | Ding Liren             | 2813   | 7½     | 47¼ | ½ | ½ | ½ | * | ½ | ½ | ½ | 1 | ½ | ½  | ½  | ½  | 1  | ½  |
| Brons  | Viswanathan Anand      | 2773   | 7½     | 44¼ | 0 | ½ | ½ | ½ | * | ½ | ½ | ½ | ½ | ½  | ½  | 1  | 1  | 1  |
| 6      | Vidit Santosh Gujrathi | 2695   | 7      | 42  | ½ | ½ | 0 | ½ | ½ | * | 0 | ½ | ½ | ½  | ½  | 1  | 1  | 1  |
| 7      | Teimour Radjabov       | 2757   | 6½     | 43¼ | ½ | ½ | ½ | ½ | ½ | 1 | * | ½ | ½ | ½  | 0  | ½  | ½  | ½  |
| 8      | Samuel Shankland       | 2725   | 6½     | 40  | ½ | 0 | 1 | 0 | ½ | ½ | ½ | * | ½ | ½  | 0  | ½  | 1  | 1  |
| 9      | Richárd Rapport        | 2731   | 6½     | 38½ | 0 | 0 | ½ | ½ | ½ | ½ | ½ | ½ | * | 1  | ½  | ½  | 1  | ½  |
| 10     | Jan-Krzysztof Duda     | 2738   | 5½     | 33¼ | 0 | 0 | ½ | ½ | ½ | ½ | ½ | ½ | 0 | *  | 1  | ½  | 0  | 1  |
| 11     | Vladimir Fedoseev      | 2724   | 5      | 34¼ | ½ | 1 | 0 | ½ | ½ | ½ | 0 | 1 | ½ | 0  | *  | ½  | 0  | 0  |
| 12     | Shakhriyar Mamedyarov  | 2817   | 5      | 31¼ | 0 | ½ | ½ | ½ | 0 | 0 | ½ | ½ | ½ | ½  | ½  | *  | ½  | ½  |
| 13     | Jorden van Foreest     | 2612   | 4½     | 28  | 0 | ½ | 1 | 0 | 0 | 0 | ½ | 0 | 0 | 1  | 1  | ½  | *  | 0  |
| 14     | Vladimir Kramnik       | 2641   | 4½     | 26¾ | ½ | 0 | 0 | ½ | 0 | 0 | ½ | 0 | ½ | 0  | 1  | ½  | 1  | *  |

## Overig
In de challengergroep won Vladislav Kovalev met 10 punten uit 13 partijen.
Na het toernooi maakte Vladimir Kramnik bekend te gaan stoppen met schaken.